# Tápairét

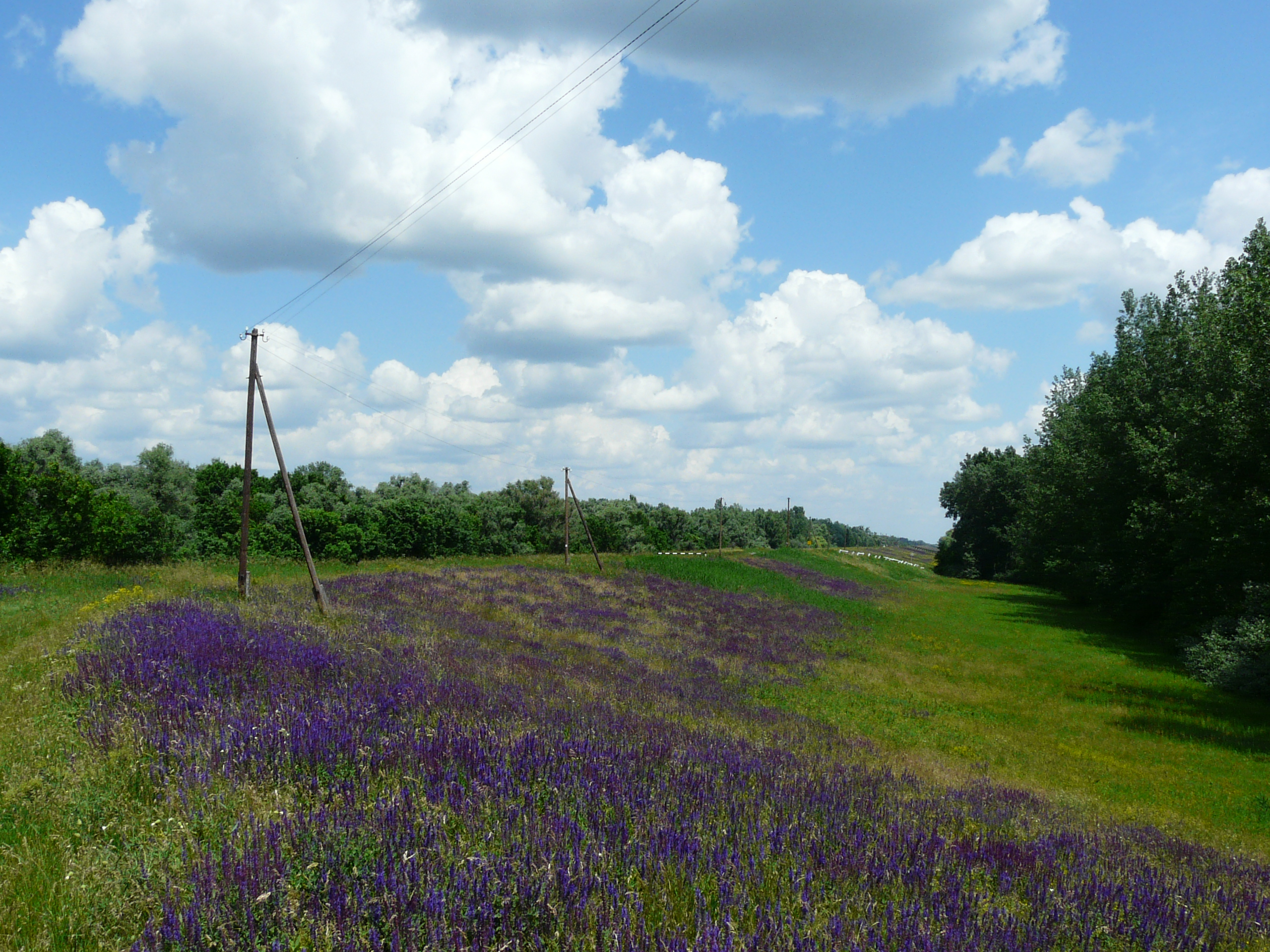
A Tápairét töltése mezei zsálya virágzáskor májusban

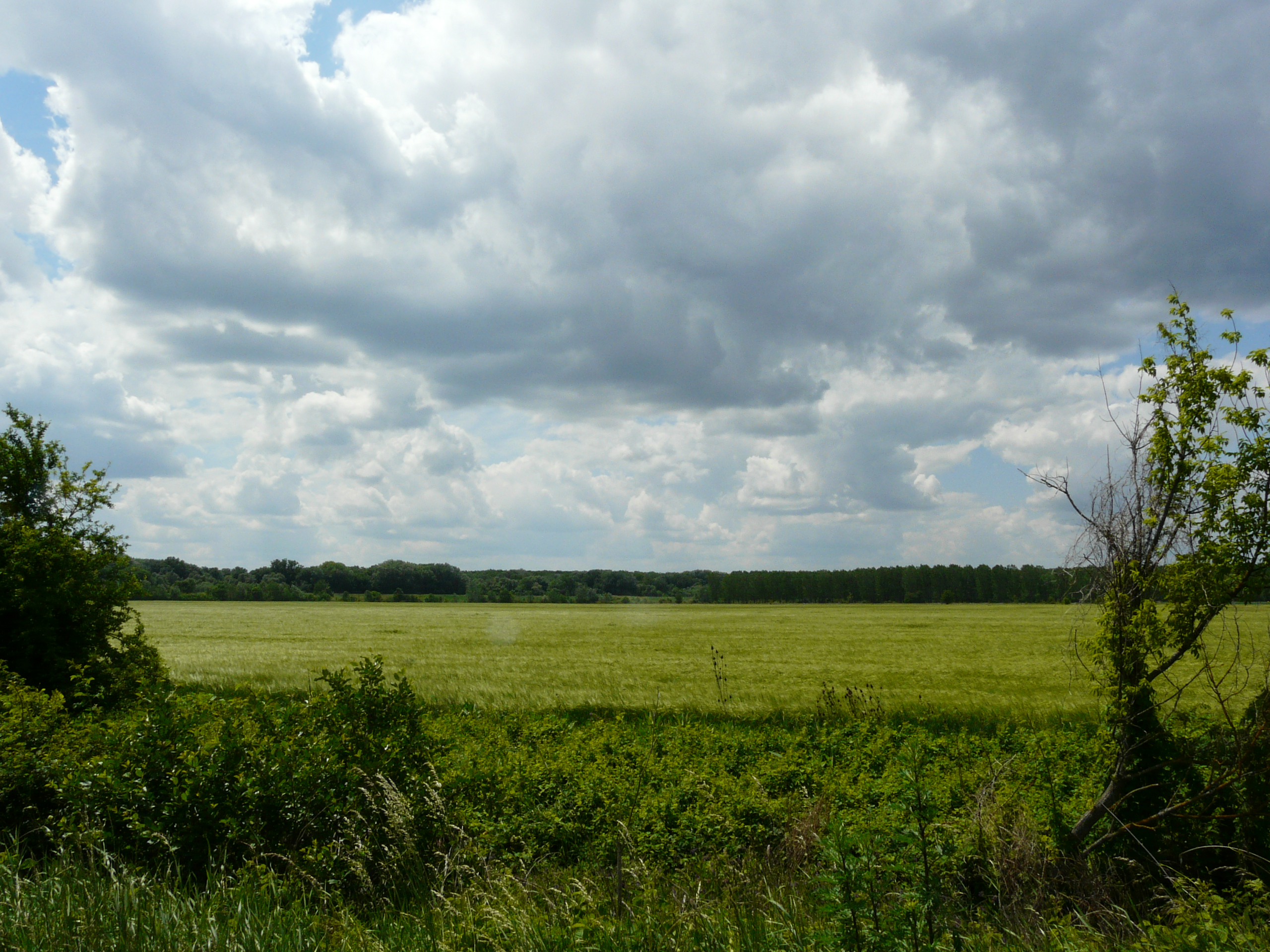
A Tápairét

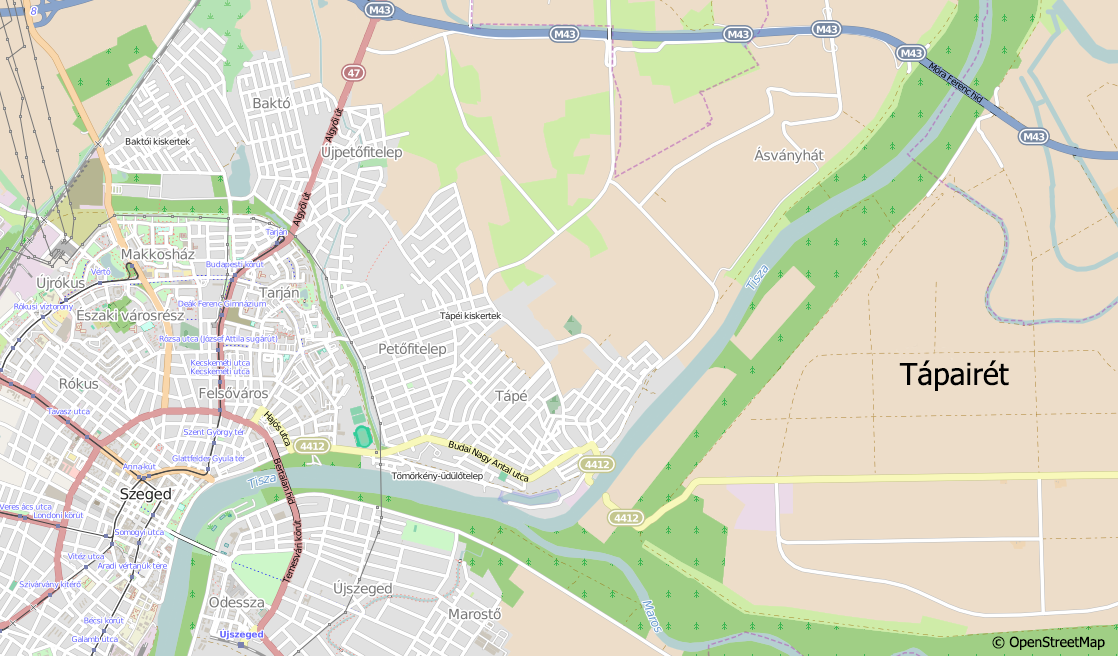
Tápairét helyzete

A Tápairét  1973 előtt Tápéhoz, azóta Szegedhez tartozó külterület, tanyavilág, illetve mezőgazdasági terület. A tanyák több kisebb csoportban helyezkednek el, jelentősebb csoportosulás a lebői részen (a Rákóczitelep mellett), illetve közvetlenül a Tisza–Maros-szög (Szeged) mellett található. Ezeken a tanyacsoportokon kívül is található egy-egy tanya, de ezek előfordulása ritka. Továbbá itt található a régen Pajori iskola néven működő elemi iskola, de ezt több évtizede bezárták, azóta egy emlékmű emlékeztet a helyére. Itt évente rendeznek búcsút Pajori búcsú néven. A területen néhány MOL olajkút is található. A terület többi része mezőgazdasági terület, amelyet 2-3 nagyobb mezőgazdasági cég művel viszonylag fejlett gépekkel. A termőföldek minősége kiváló, talajtípusa fekete föld.

## Fekvése
A Tisza–Maros-torkolat tiszántúli oldalán található, közvetlenül Maroslele mellett. A Tisza felől az algyői (Rákóczitelep) és hódmezővásárhelyi külterület, míg a Maros felől maroslelei külterület határolja. 

## Megközelítése
Algyőről hétköznapokon háromszor kijár egy busz, ami Rákóczitelepen és Csergőtelepen keresztül egészen a Tisza–Maros-szögig elmegy. Hódmezővásárhelyről, illetve Szegedről Algyőre kibuszozva, majd a faluban átszállva erre a járatra lehet kijutni a területre. A területen 3 buszmegálló található, átlagban 3 km-ként. Egyéb alternatíva a Szegedről, Hódmezővásárhelyről, illetve Makóról Maroslelére közlekedő buszjáratok, itt a főtéri buszmegálló (Maroslele, kultúrház) esik a legközelebb a Tápairéthez. 
Kerékpárral, segédmotorral Szegedről kiindulva Tápén át az „olajos” utakon (köznevén déli út) kiérve a MOL-körforgalomig a 47-es főútra, majd ott Hódmezővásárhely felé vezető irányba az algyői hídon kell átkelni, majd ott a híd után közvetlenül Nagyfa felé fordulva és az arra vezető 4413-as utat végig követve lehet elérni a területet. Makóról, illetve Marosleléről a 4412-es számú, „ószegedi útként” ismert útvonalon lehet eljutni oda – amely Maroslele mellett is elhalad –, míg Hódmezővásárhelyről a 4414-es számú maroslelei úton elindulva, majd Batida után Nagyfa felé a 4454-es útra lefordulva, a Rákóczitelepen át lehet kijutni a kérdéses helyre. A Móra Ferenc híd 2011-es átadását követően a 4412-es úton 2013-ban szűnt meg a Szegeddel legközelebbi kapcsolatot biztosító Tápéi komp.
Autóval kijutni Szegedről, Makóról, illetve Marosleléről az M43-as autópályán lehet, a rákóczitelepi 19-es csomóponti kihajtót használva.

## Népessége
Több évtizede[mikor?] több száz család lakott ott, azonban az elmúlt 10 évben[mikor?] a gazdasági változások, illetve a körülményes élet miatt a népesség jelentősen lecsökkent. A Tisza–Maros-szögben élő emberek területi hozzátartozástól függetlenül együttműködőek, és a Tápairét központjának szintén a Rákóczitelep számít. Régen volt itt egy vegyesbolt is, ez bezárt, de az ivóvízkút, a Lebőhöz legközelebb eső buszmegálló, valamint az autópálya-felhajtó is itt található.